# Red's Good Groove
Red's Good Groove è un album di Red Garland, pubblicato dalla Jazzland Records nel 1962. Il disco fu registrato il 22 marzo del 1962 al Plaza Sound Studios di New York.

## Tracce
Lato A
1. Red's Good Groove – 8:19 (Red Garland)
2. Love Is Here to Stay – 4:41 (George Gershwin, Ira Gershwin)
3. This Time the Dream's on Me – 5:52 (Harold Arlen, Johnny Mercer)

Lato B
1. Take Me in Your Arms – 5:34 (Alfred Markush, Mitchell Parish, Fritz Rotter)
2. Excerent! – 6:05 (Pepper Adams)
3. Falling in Love with Love – 6:06 (Richard Rodgers, Lorenz Hart)

## Musicisti
- Red Garland - pianoforte
- Blue Mitchell - tromba
- Pepper Adams - sassofono baritono
- Sam Jones - contrabbasso
- Philly Joe Jones - batteria